# Max Müller (Politiker, 1899)
Max Müller (* 20. Juni 1899 in Chemnitz; † 25. Juli 1977 ebenda) war ein deutscher Politiker (KPD/SED) und Widerstandskämpfer gegen den Nationalsozialismus. Von 1945 bis 1951 war er Oberbürgermeister der Stadt Chemnitz.

## Leben
Müller, mit vollem Namen Max Emil, wurde als Sohn eines Sattlers und einer Hausfrau geboren. Nach dem Besuch der Volksschule machte er von 1913 bis 1916 eine Lehre zum Maschinenschlosser in Chemnitz. Hier kam er zum ersten Mal mit der Metallarbeiterjugend des Deutschen Metallarbeiter-Verbandes in Kontakt, wo er ebenso Mitglied wurde, wie in der Sozialistischen Arbeiter-Jugend. Mit seinem Umzug in den Ortsteil Hilbersdorf lernte Müller erstmals Proletarier kennen, die sich im Spartakusbund organisierten. Durch diese lernte er unter anderen Fritz Heckert kennen, an dessen Schulungen er teilnahm. 1917 siedelte er schließlich nach Nürnberg über, um der Nachmusterung zu entgehen, und nahm eine Arbeit als Schlosser und Monteur bei den Süddeutschen Telefon-Apparate-, Kabel- und Drahtwerken (TeKaDe) an.
Als Müller im Mai 1919 während der Kämpfe um die Münchner Räterepublik aus Bayern ausgewiesen worden war, kehrte er nach Chemnitz zurück, wo er fortan für die Werke von Johann von Zimmermann arbeitete. Dort lernte er seine zukünftige Frau Gretel kennen, mit der er eine Tochter hatte. Außerdem wurde er von der Arbeiterschaft zum Obmann im Betriebsrat gewählt und trat im März der Kommunistischen Partei Deutschlands (KPD) bei, für die er von 1924 bis 1928 in Hilbersdorf als Stadtteilleiter fungierte. Ab 1925 bestimmte er in der KPD-Bezirksleitung Erzgebirge/Vogtland wesentlich die regionale Gewerkschaftspolitik der KPD mit. Zudem war Müller von 1929 bis 1933 als ehrenamtliches Mitglied des Stadtrates in Chemnitz tätig. Seit 1929 Mitglied in der Revolutionären Gewerkschafts-Opposition (RGO), war er ab 1930 Betriebsratsvorsitzender der Astra-Werke, für die er seit 1928 arbeitete.
Nach der „Machtergreifung“ der Nationalsozialisten veranlasste die NSBO, die Betrieben von Kommunisten zu „säubern“. Müller wurde daher am 15. Juli 1933 entlassen. Zusammen mit Ernst Enge und anderen organisierte Müller fortan die illegalisierte Arbeit von RGO, Industriegruppen und Betriebsräten. Als einzelne Mitglieder aufflogen, wurde auch Müller im November 1933 verhaftet und am 30. August 1934 vom Oberlandesgericht Dresden zu zwei Jahren Zuchthaus verurteilt. Nach seiner Entlassung nahm er erneut Kontakt zu seinen kommunistischen Genossen auf. Gemeinsam kamen sie heimlich zu Schulungen zusammen und verteilten Flugschriften gegen den Krieg unter „Ostarbeitern“ und sowjetischen Kriegsgefangenen. Im Zuge der Aktion Gitter wurde Müller im August 1944 erneut verhaftet und für einen Monat ins KZ Sachsenhausen verbracht. Nach kurzer Zeit auf freiem Fuß wurde er im Oktober wegen der Aufdeckung einer Widerstandsgruppe erneut verhaftet. Noch im April 1945 wurde er vom „Volksgerichtshof“ wegen Hochverrats und „Zersetzung der Wehrkraft“ zu acht Jahren Zuchthaus verurteilt.
Nach seiner Befreiung aus dem Zuchthaus Waldheim durch die Rote Armee im Mai 1945, kehrte Müller in seine Heimatstadt zurück. Er trat bereits im Juni 1945 in die wiedergegründete KPD ein und 1946 in die SED über. In Chemnitz wurde Müller 1945 erst Zweiter, dann Erster Bürgermeister und war schließlich bis 1951 Oberbürgermeister. Nach seiner Ablösung als Oberbürgermeister ernannte ihn die Partei im Folgejahr zum Vorsitzenden des Rats des Bezirks Chemnitz bzw. Karl-Marx-Stadt, 1954 wurde er Abgeordneter des Bezirkstages und der Volkskammer sowie Mitglied des Sekretariats der SED-Bezirksleitung. Seine politische Betätigung musste Müller wegen seines schlechten Gesundheitszustands ab 1962 aufgeben. Am 29. August 1974 wurde ihm die Ehrenbürgerwürde der Stadt Karl-Marx-Stadt verliehen.
Am 27. Juli 1977 starb Max Müller. Die Trauerfeier fand im Opernhaus Chemnitz statt, das unter der Federführung von Müller nach dem Krieg wieder aufgebaut worden war. Heute trägt eine Straße im Stadtteil Markersdorf seinen Namen.

## Auszeichnungen und Ehrungen
- Vaterländischer Verdienstorden in Silber (6. Mai 1955) und in Gold (1965)
- Medaille für Kämpfer gegen den Faschismus 1933 bis 1945 (1958)
- Verdienstmedaille der DDR (1959)